# Mycterophora inexplicata
Mycterophora inexplicata är en fjärilsart som beskrevs av Walker 1862. Mycterophora inexplicata ingår i släktet Mycterophora och familjen nattflyn. Inga underarter finns listade i Catalogue of Life.